# Rodrigo Montoya Rojas
Rodrigo Montoya Rojas (Puquio, distrito de Puquio, provincia de Lucanas, departamento de Ayacucho, Perú el 3 de agosto de 1943) es un antropólogo, sociólogo, escritor y colector de canciones.

## Biografía
Rodrigo Montoya Rojas creció en Puquio, zona de habla quechua ayacuchano. En 1960 comenzó a estudiar en Lima en la Universidad Nacional Mayor de San Marcos (UNMSM), allí conoció a José María Arguedas, quien fue su profesor y amigo, se doctoró en antropología en 1970. Desde 1968 trabajó como docente en la Facultad de Ciencias Sociales de la UNMSM. Después fue a París, donde alcanzó su segundo doctorado en 1977 en la Universidad de París V Descartes en sociología.
Montoya pone el foco de sus estudios en los temas de la sociedad y economía capitalista del Perú, la reforma agraria y la cuestión de la tierra y la alimentación y el rol de los pueblos indígenas, en particular de los quechuas, en el desarrollo del país. Fue profesor visitante en algunas universidades de Francia, España, Latinoamérica y los Estados Unidos de Norteamérica.
Durante los últimos tres años se ha dedicado, con el apoyo del también antropólogo Miguel Gil Castro a la escritura de su último libro 200 años de la república y nación fallidas en Perú. 
Uno de sus libros más conocidos en el Perú es una antología de canciones – sobre todo, huainos – en quechua cantadas en el Perú, publicada por Rodrigo y sus hermanos Edwin y Luis bajo el título Urqukunapa yawarnin (La sangre de los cerros) en dos ediciones en 1987 (dos tomos) y 1997 (cinco tomos).

## Obras

### Ciencias sociales
- 1970: A propósito del carácter predominante capitalista de la economía peruana actual. Teoría y Realidad
- 1978: A propósito del carácter eminentemente capitalista de la economía peruana. Mosca Azul, Lima.
- 1980: Capitalismo y no capitalismo en el Perú. Mosca Azul, Lima
- 1981: El problema agrario en el Perú. Berliner Institut für Vergleichende Sozialforschung, Berlin (West)
- 1987: La cultura quechua hoy. Hueso Húmero, Lima
- 1989: Lucha por la tierra, reformas agrarias y capitalismo en el Perú del siglo XX. Mosca Azul, Lima
- 1990: Por una educación bilingüe en el Perú. Reflexiones sobre cultura y socialismo. Mosca Azul y CEPES, Lima
- 1992: Al borde del naufragio. Democracia, violencia y problema étnico en el Perú. SUR, Lima
- 1998: Multiculturalidad y política. Derechos indígenas, ciudadanos y humanos. SUR, Lima
- 2005: De la utopía andina al socialismo mágico. Antropología, historia y política en el Perú. Instituto Nacional de Cultura, Cusco
- 2011: Destinies of the Quechua Culture in Peru: The Outlook in Lima, Villa El Salvador, and Puquio. Sussex Academic Press. ISBN 9781845193621, 1845193628
- 2013: Encanto y celebración del wayno. Dirección Regional de Cultura del Cusco
- 2019: Culturas – realidad, teoría y poder. Universidad Nacional Mayor de San Marcos, Universidad del Perú. Decana de América, Fondo Editorial, Facultad de Ciencias Sociales. ISBN 978-9972466571

### Antología de canciones, publicación junto con sus hermanos
Rodrigo Montoya Rojas, Edwin Montoya Rojas, Luis Montoya Rojas 1987:
- 1987: La sangre de los cerros. Urqukunapa yawarnin. Antología de la poesía quechua que se canta en el Perú.
- 1987: La sangre de los cerros. Urqukunapa yawarnin. Antología de la poesía quechua cantada. Partitura.

Rodrigo Montoya Rojas, Edwin Montoya Rojas, Luis Montoya Rojas 1997:
- 1997: Urqukunapa yawarnin – antología de la poesía quechua que se canta en el Perú. Universidad Nacional Federico Villarreal (2ª edición, 5 tomos)

1. Urqukunapa yawarnin. Takistin , tusustin tarpusunchik. Universidad Nacional Federico Villarreal, Lima
2. Urqukunapa yawarnin. Urpischallay. Universidad Nacional Federico Villarreal, Lima
3. Urqukunapa yawarnin. Wakcha kay. Universidad Nacional Federico Villareal, Lima
4. Urqukunapa yawarnin. Qipa wiñaqkuna sayariychik. Universidad Nacional Federico Villareal, Lima
5. Urqukunapa yawarnin. Partituras. Universidad Nacional Federico Villareal, Lima

### Novelas
- 1997: El tiempo del descanso. SUR, Lima